# Rivière Bartibog
 (août 2014).
Si vous disposez d'ouvrages ou d'articles de référence ou si vous connaissez des sites web de qualité traitant du thème abordé ici, merci de compléter l'article en donnant les références utiles à sa vérifiabilité et en les liant à la section « Notes et références ».
 (août 2014).
La rivière Bartibog ou rivière Bartibogue est une rivière du Nouveau-Brunswick qui se déverse dans la rivière Miramichi à Bartibog Bridge. 

## Géographie
Les communautés suivantes se trouvent le long de cette rivière : Bartibog, Bartibog Bridge, Russelville et Bartibog Station.
Un mascaret apparaît dans la rivière jusqu'à Russelville.